# 上杉三郎景虎
『上杉三郎景虎』（うえすぎさぶろうかげとら）は、近衛龍春による長編歴史小説。2001年（平成13年）4月に角川春樹事務所から「角川時代小説倶楽部」の一冊として単行本が発刊された。2005年（平成17年）3月に光文社から文庫版が刊行されている。

## 概要
北条氏康の側室の子に生まれ、関東三国志とまでいわれる甲・相・越の戦国の荒波にもまれた一生を送った若き武将、上杉景虎の一生を描く。フィクションながら、裏づけとしている資料の数は膨大なもので（巻末に参考文献一覧あり）、歴史的にもほとんどスポットライトのあたらない景虎と御館の乱を、軽快な読みやすいペンタッチで描ききっている。

## 登場人物

### 上杉家の人々
- 上杉景虎（北条三郎氏秀） - 本作の主人公。三国一の美男と噂される。北条氏康の七男[1]。
- 上杉景勝（長尾喜平次顕景） - 長尾政景の子。のちの会津中納言。
- 上杉義春（上条弥五郎政繁） - 能登畠山家の出身。のちに高家上杉家と高家畠山家を興す。景虎の義兄（妻同士が姉妹）[2]。
- 上杉輝虎（上杉謙信） - 春日山城主。景虎ら三人の養父。北陸の覇者。
- 上杉憲政 - 関東管領。領国の上野を北条氏康に奪われる。
- 上杉憲藤 - 憲政が越後に来た後に出来た継嗣。景虎と同い年。
- 上杉景信 - 御館の乱で景虎に味方する上杉一門筆頭格。
- 上杉定長（山本寺定長） - 同じく景虎に味方する山本寺上杉の当主。
- 遠山康光 - 景虎の側近。北条家から付けられた譜代の臣。
- 北条景広（毛利景広）[3] - 景虎派の武将。上野国厩橋城主。
- 直江実綱（直江景綱） - 能登国石動山城主。
- 直江信綱（長尾信綱） - 景勝派の武将。総社長尾家の出身で直江家を継ぐ。
- 北条秀広（毛利秀広） - 厩橋毛利の分家。河田長親の与力として越中方面に活躍。信綱を巻き添えで刺殺してしまう。
- 直江兼続（樋口与六） - 景勝の側近。信綱の義弟で、彼が殺された後に直江家を継ぐ。のちの米沢城主。
- 清円院（華姫） - 景虎の正室。長尾政景の娘。
- 仙桃院 - 景勝と華姫の母。
- お船の方 - 直江夫人。

### 北条家の人々
- 北条氏康 - 小田原城主。関東の覇者。景虎の父。
- 北条氏政 - 氏康の次男（兄が夭折したため嫡男）で景虎の兄。
- 北条長綱（北条幻庵） - 景虎の前養父。
- 北条氏光 - 景虎の弟（氏康の九男）。景虎に代わり幻庵の養子となる。
- 明叟 -  北条家菩提寺である早雲寺の和尚。景虎が幼年期に修行し師事した住職。
- 木念 -  早雲寺の僧侶。景虎の兄弟子。
- お類の方 - 景虎の生母。
- お夏 - お類の方の侍女。側室のため早雲寺に入れられないお類の方の死後、生誕地で菩提を弔う。

### その他の大名
- 武田信玄 - 景虎が最初に送られた先の当主。人質でなく猶子として遇す。
- 武田勝頼（諏訪四郎） - 躑躅が館、のち新府城主。中部の覇者。
- 織田信長 - 岐阜城、のち安土城主。近畿の覇者。
- 今川氏真 - 駿府今川館の主。武田に対し「塩止め」の策に出る。

## 書誌情報
- 上杉三郎景虎（角川春樹事務所〈角川時代小説倶楽部〉 2001年4月 ISBN 4-894-56924-8）
- 上杉三郎景虎（光文社文庫 2005年3月 ISBN 4-334-73852-4）

## 備考
近衛龍春は、「謙信が死ななかったら」「謙信亡き後、景虎・景勝が協力したら」などの「歴史IF」をテーマに、前者は『上杉神将伝 書下ろし歴史仮想戦記』、後者は『毘将星伝 謙信を継ぐ者』として執筆している。　